# Тодор Скаловський
Тодор Скаловський (мак. Тодор Скаловски, 21 січня 1909, Тетово, Османська імперія — 1 липня 2004, Скоп'є) — македонський композитор і диригент. Один із засновників Македонського філармонічного оркестру. Серед його відомих творів гімн Македонії Денес над Македоніја.